# アンリ・ド・ロレーヌ (1601-1666)
アンリ・ド・ロレーヌ（Henri de Lorraine, comte d'Harcourt, 1601年3月20日 - 1666年7月25日）は、フランスの貴族、軍人。アルクール伯、アルマニャック伯、ブリオンヌ伯およびマルサン子爵。「真珠将校」を意味するカデ・ラ・ペルル（Cadet la Perle）の異名で呼ばれた。

## 生涯
エルブフ公シャルル1世とその妻のマルグリット・ド・シャボーの間の次男として生まれた。軍人となり、1620年11月の三十年戦争初期のプラハ包囲戦が初陣となった。この戦いでの勇猛さを讃えられ、戦闘中に耳に付けていた真珠のイヤリングにちなんで「真珠将校」のあだ名がついた。1620年代にフランスで起きたユグノーの反乱ではプロテスタントを鎮圧すべく、サン＝ジャン＝ダンジェリ包囲戦やラ・ロシェル包囲戦に従軍した。1633年に聖霊騎士団の騎士に叙任され、1643年には王室厩舎長に任命され、ブルゴーニュ地方のセネシャル（主膳長）の職も帯びた。
フランス・スペイン戦争（西仏戦争）中の1637年にはイタリアのピエモンテ地方に派遣され、キエーリでの戦闘でスペイン軍を撃破し、1640年のトリノ包囲戦ではテュレンヌ子爵を伴いフランス軍側の司令官を務め、3か月間の包囲の後にトリノを陥落させた。その後もサルデーニャ島やカタルーニャ地方（収穫人戦争が起きていた）で戦い、1645年にはカタルーニャ副王を名乗った。1648年に始まったフロンドの乱では、王母アンヌ・ドートリッシュに対して忠誠を誓い続けたものの、宰相のジュール・マザラン枢機卿とは敵対し、アルザス地方に避難せねばならなかった。

## 子女
1639年にマルグリット・フィリップ・デュ・カンブと結婚し、間に6人の子女をもうけた。
- アルマンド・アンリエット（1640年 - 1684年） - ソワソン女子修道院長
- ルイ（1641年 - 1718年） - アルマニャック伯
- フィリップ（1643年 - 1702年） - シャルトルのサン・ピエール修道院長
- アルフォンス（1644年 - 1689年） - ロワイヨモン修道院長
- レーモン・ベランジェ（1647年 - 1686年） - モーのファロン修道院長
- シャルル（1648年 - 1708年） - マルサン伯